# 滇良
滇良（てんりょう、拼音：Diānliáng、生没年不詳）は、中国新～後漢時代の羌族の首領のひとり。焼当の玄孫。

## 生涯
滇良が立って焼当羌の豪（、首領の意）となる。時に新の末期であり、王莽の失政によって四夷は次々と中国に侵入するようになった。そして王莽が殺されて新が崩壊すると、羌族は更始・赤眉の乱に乗じて金城・隴西を寇じた。群雄の一人である隗囂（かいごう）はこれを討つことができなかったが、逆に彼らを手なづけることに成功した。
建武9年（33年）、隗囂が死ぬと、司徒掾の班彪は光武帝（在位：25年 - 57年）に献策して再び護羌校尉を復活させ、牛邯を護羌校尉に任命した。しかし牛邯が死去すると、護羌校尉はまた廃止される。
建武10年（34年）、先零の豪は諸種と結託し、再び金城と隴西を寇した。光武帝は中郎将の来歙らを遣わしてこれを撃破させた。
建武11年（35年）夏、先零種は臨洮を寇し、隴西太守の馬援によって撃破され、降伏した。彼らは天水・隴西・扶風の3郡に移住させられた。明年（36年）、武都郡の参狼羌が叛いたが、再び馬援によって降伏させられた。

## 参考資料
- 『後漢書』西羌伝